# NGC 6147
NGC 6147 is een spiraalvormig sterrenstelsel in het sterrenbeeld Hercules. Het hemelobject werd op 26 mei 1849 ontdekt door Johnstone Stoney, assistent van de Ierse astronoom William Parsons.

## Synoniemen
- MCG 7-34-23
- PGC 58077